# جون هامبدن
كان جون هامبدن (حوالي يونيو 1595 - 24 يونيو 1643) سياسيًا إنجليزيًا من أوكسفوردشاير، لقي حتفه وهو يقاتل من أجل البرلمان في الحرب الأهلية الإنجليزية الأولى. وكان حليفًا لزعيم البرلمان جون بيم، وابن عم أوليفر كرومويل، وكان أحد أعضاء البرلمان الخمسة الذين حاول تشارلز الأول ملك إنجلترا اعتقالهم في يناير 1642، وهو حدث بارز ساهم في اندلاع القتال في أغسطس. يُواصَل إحياء ذكرى الخمسة جميعًا في افتتاح البرلمان كل عام.
عندما بدأت الحرب في أغسطس 1642، أنشأ هامبدن فوجًا من المشاة لدعم قضية البرلمان. تُوفي في 18 يونيو 1643 بعد إصابته بجروح في معركة تشالغروف فيلد، واعتُبرت وفاته خسارة كبيرة، خاصةً لأنه كان يمثل جسرًا بين مختلف الفصائل البرلمانية.
بسبب وفاته المبكرة، تجنب هامبدن الانقسامات الأيديولوجية التي أدت لاحقًا إلى إعدام تشارلز الأول في يناير 1649 وإقامة الكومنولث الإنجليزي. بفضل سمعته كرجل مخلص ووطني ومعارض للاستبداد، أُقيم تمثاله في قصر وستمنستر المُعاد بناؤه عام 1841، ليمثل القضية البرلمانية.
قبل الثورة الأمريكية، كان بنجامين فرانكلين وجون آدامز من بين من أشاروا إليه لتبرير قضيتهما.

## التفاصيل الشخصية
ولد جون هامبدن حوالي يونيو 1595، على الأرجح في لندن، وكان الابن الأكبر لويليام هامبدن (1570-1597)، وإليزابيث كرومويل (1574-1664). كانت العائلة قد استقرت منذ فترة طويلة في باكينجهامشاير، وكان ويليام والد جون عضوًا في البرلمان عن إيست لو في عام 1593. بعد وفاة والده في أبريل 1597، عُيّن ابن عمه وصيًا والذي كان اسمه ويليام هامبدن أيضا، لكنه تورط في نزاع قانوني مرير مع إليزابيث حول الميراث. بينما ورث شقيق جون الأصغر، ريتشارد (1596-1659)، ممتلكات العائلة في إيمينجتون.
تزوج هامبدن من إليزابيث سيميون عام 1619، وأنجبا تسعة أطفال معًا قبل وفاتها عام 1631، نجا منهم سبعة حتى سن الرشد. وهم: آن (1616-1701) وإليزابيث (1619-1643) وجون (1621-1642) وويليام (توفي عام 1675) وروت (1628-1687) وماري (1630-1689) وريتشارد (1631-1695) وزير الخزانة تحت حكم ويليام الثالث. بعد وفاة زوجته عام 1631، وفي عام 1640، تزوج من ليتيشيا نوليس (1591-1666)؛ ولم ينجبا أي أطفال قبل وفاته عام 1643.
الإرث
يعتبر هامبدن شخصية أقل تعقيدًا مقارنةً بابن عمه كرومويل أو جون بيم. وفاته المبكرة جنبته الخوض في الصراعات الداخلية العنيفة التي شهدتها السنوات اللاحقة من الحرب، ومنها إعدام الملك 1649 وإقامة نظام الحماية. يشير توماس جراي إلى هامبدن في قصيدته الشهيرة «مرثية مكتوبة في فناء كنيسة ريفية»، حيث صوّره كرمز لرجل ريفي قاوم الاستبداد بشجاعة.
في الواقع، أدرك هو وبيم في وقت مبكر بكثير من معظم الناس أنه يجب هزيمة تشارلز عسكريًا، لكن هامبدن نادرًا ما ألقى خطابات، وظل أقل ظهورًا. في كتابه «تاريخ التمرد»، ادعى كلارندون أن سمعته ونفوذه مستمدان من مهاراته في إدارة الأفراد وقدراته التنظيمية. قبل الثورة الأمريكية عام 1774، استخدم بنجامين فرانكلين وجون آدامز اسم هامبدن للتأكيد على أن التمرد على الدولة يمكن أن يكون متسقًا مع الوطنية، كما ساهمت وفاته في المعركة في جعله رمزا للتضحية والشهادة من أجل الحرية.
في أوائل القرن التاسع عشر، أسست الحركة الراديكالية البريطانية «نوادي هامبدن» تخليدًا لاسمه، وأشار إليه الشاعر الراديكالي بيرسي شيلي. في رواية ماري شيلي «فرانكشتاين»، يظهر كرمز للتمرد ضد السلطة الأبوية. وعندما أُعيد بناء قصر وستمنستر بعد حريق 1834، اختير هامبدن كواحد من الشخصيات البرلمانية الشهيرة التي وُضعت تماثيلها في قاعة القديس ستيفن. وكونه واحد من الأعضاء الخمسة، ويُذكر سنويًا في حفل افتتاح البرلمان.
في أوائل القرن العشرين، استخدمته حركة حقوق المرأة «suffragette» لتبرير شعارهن «لا تصويت، لا ضرائب»، ويستشهد به اليوم المعارضون للضرائب، على الرغم من أنه كان يعارض فرضها دون موافقة البرلمان وليس الضرائب بحد ذاتها.
تُخلّد مجموعة من المؤسسات اسمه في بريطانيا وأماكن أخرى في العالم الناطق بالإنجليزية، ولا سيما الولايات المتحدة؛ بما في ذلك كلية هامبدن-سيدني في ولاية فرجينيا، التي تأسست في 1775، بالإضافة إلى العديد من المدارس والمدن والمقاطعات والمستشفيات والمعالم الجغرافية. ولا يزال يُعتبر رمزًا للحرية البرلمانية، حيث اُختيرَ جبل هامبدن ليكون موقعًا لمبنى البرلمان الجديد في زيمبابوي، والمقرر الانتهاء منه في عام 2022. كما أن أحد قاطرات مترو الأنفاق في لندن كان يحمل اسم «جون هامبدن»، وهو الآن معروض في متحف النقل في لندن. بالإضافة إلى ذلك، يحمل اسمه أيضًا محفلان ماسونيان: محفل 6290 في أوكسفوردشاير ومحفل 6483 في باكينجهامشير.
كما سُميت العديد من المجتمعات باسمه، بما في ذلك مقاطعة هامبدن بولاية ماساتشوستس وهامبدن في ماساتشوستس وهامبدن في ماين وهامدن في كونيتيكت، وحي هامبدن في بالتيمور بولاية ماريلاند في الولايات المتحدة، وكذلك هامبدن في نيوفاوندلاند ولابرادور في كندا.
حملت قاذفة القنابل «هاندلي بايج هامبدن» من الحرب العالمية الثانية اسمه. كما أُطلق اسمه على مدرسة النحو الحكومية «مدرسة جون هامبدن النحوية» في هاي ويكومب.